# انتس
انتس (به آلمانی: Enz) نام رودی است به نکار می‌ریزد. این رود از کشور آلمان می‌گذرد.